# Фоллі-Біч (Південна Кароліна)
Фоллі-Біч (англ. Folly Beach) — місто (англ. city) в США, в окрузі Чарлстон штату Південна Кароліна. Населення — 2078 осіб (2020).

## Географія
Фоллі-Біч розташоване за координатами 32°40′9″ пн. ш. 79°57′38″ зх. д. / 32.66917° пн. ш. 79.96056° зх. д. (32.669283, -79.960577).  За даними Бюро перепису населення США в 2010 році місто мало площу 48,87 км², з яких 32,39 км² — суходіл та 16,48 км² — водойми.

## Демографія
Згідно з переписом 2010 року, у місті мешкало 2617 осіб у 1363 домогосподарствах у складі 641 родини. Густота населення становила 54 особи/км².  Було 2432 помешкання (50/км²).
Расовий склад населення:
| - 96,3 % — білих - 1,5 % — чорних або афроамериканців - 0,5 % — азіатів - 0,3 % — корінних американців - 0,1 % — вихідців з тихоокеанських островів |

До двох чи більше рас належало 0,8 %. Частка іспаномовних становила 1,7 % від усіх жителів.
За віковим діапазоном населення розподілялося таким чином: 10,2 % — особи молодші 18 років, 71,7 % — особи у віці 18—64 років, 18,1 % — особи у віці 65 років та старші. Медіана віку мешканця становила 47,7 року. На 100 осіб жіночої статі у місті припадало 105,3 чоловіків;  на 100 жінок у віці від 18 років та старших — 108,7 чоловіків також старших 18 років.
Середній дохід на одне домашнє господарство  становив 100 867 доларів США (медіана — 90 149), а середній дохід на одну сім'ю — 128 585 доларів (медіана — 113 108). За межею бідності перебувало 11,5 % осіб, у тому числі 23,4 % дітей у віці до 18 років та 20,4 % осіб у віці 65 років та старших.
Цивільне працевлаштоване населення становило 2078 осіб. Основні галузі зайнятості: мистецтво, розваги та відпочинок — 30,0 %, освіта, охорона здоров'я та соціальна допомога — 17,3 %, науковці, спеціалісти, менеджери — 17,1 %.